# Harrie Lavreysen
Harrie Lavreysen (født 14. marts 1997) er en hollandsk banecykelrytter, der konkurrerer i sprintbegivenheder. Han er to gange olympisk guldmedaljevinder efter at have vundet sprint- og holdsprintbegivenheden ved sommer-OL 2020.